# Komi

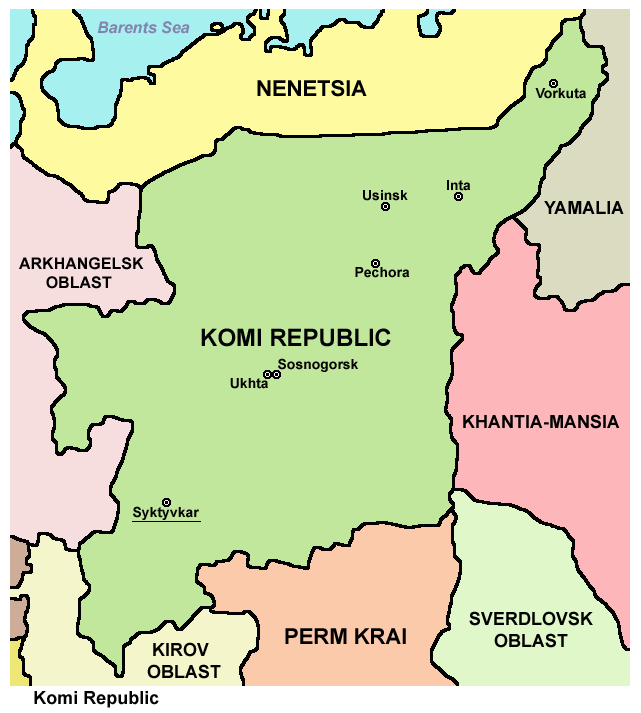

Republica Komi (în rusă Республика Коми, în limba komi⁠(d) Коми Республика), sau Komi, este una din republicile Rusiei, subiect federal al Rusiei, situată la vest de Munții Ural, în partea de nord-est a câmpiei est-europene. Capitala este orașul Sîktîvkar.
Populația totală a republicii era de 901.189 locuitori, conform recensământului din 2010.

## Istorie
Până pe 22 august 1921, când a fost înființată Regiunea Autonomă Komi, teritoriul Komi din zilele noastre fusese împărțit între guberniile Arhanghelsk și Vologda. Pe 5 decembrie 1936, Regiunea Autonomă Komi a fost ridicată la rangul de republică autonomă. Pe 12 ianuarie 1993, republica și-a schimbat numele cu cel din zilele noastre.